# Wanda Żurawska
Wanda Żurawska (ur. 27 stycznia 1903 w Petersburgu, zm. 2 stycznia 1996) – polska pielęgniarka, szarytka.
W 1924 ukończyła Warszawską Szkołę Pielęgniarstwa, w późniejszym czasie studiowała w Columbia University.  W 1932 wstąpiła do zakonu Szarytek, od 1935 prowadziła kursy pielęgniarskie dla sióstr zakonnych.
W czasie wojny prowadziła szkołę pielęgniarstwa dla zakonnic, pracę dydaktyczną kontynuowała po wojnie. W 1938 odznaczono ją Złotym Krzyżem Zasługi. W 1982 odznaczona została Warszawskim Krzyżem Powstańczym w 1983 otrzymała Medal „Za udział w wojnie obronnej 1939”. W 1985 została odznaczona Medalem Florence Nightingale oraz Krzyżem Kawalerskim Orderu Odrodzenia Polski